# Olaf Frivold

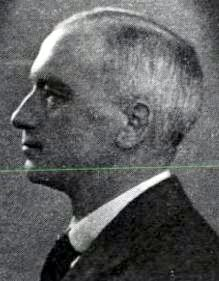
Olaf Frivold.

Olaf Edvin Frivold, född 1 december 1885 i Flosta vid Arendal, död 30 mars 1944, var en norsk fysiker.
Frivold blev student 1905, studerade vid Hamar seminarium 1906, blev candidatus realium 1913, assistent i fysik vid Norges tekniske høgskole i Trondheim 1913 och var amanuens vid Kristiania universitets fysiska institution från 1915 (under en period vikarierande han som professor medan Sem Sæland var universitetets rektor). Han tog doktorsgraden i Zürich 1920 och studerade även i Göttingen och Philadelphia.
Frivold publicerade en rad vetenskapliga avhandlingar, bland annat om termoelektriska fenomen, och invaldes som ledamot av Det Norske Videnskaps-Akademi.